# Poul La Cour
Pour les articles homonymes, voir Cour et Famille La Cour.

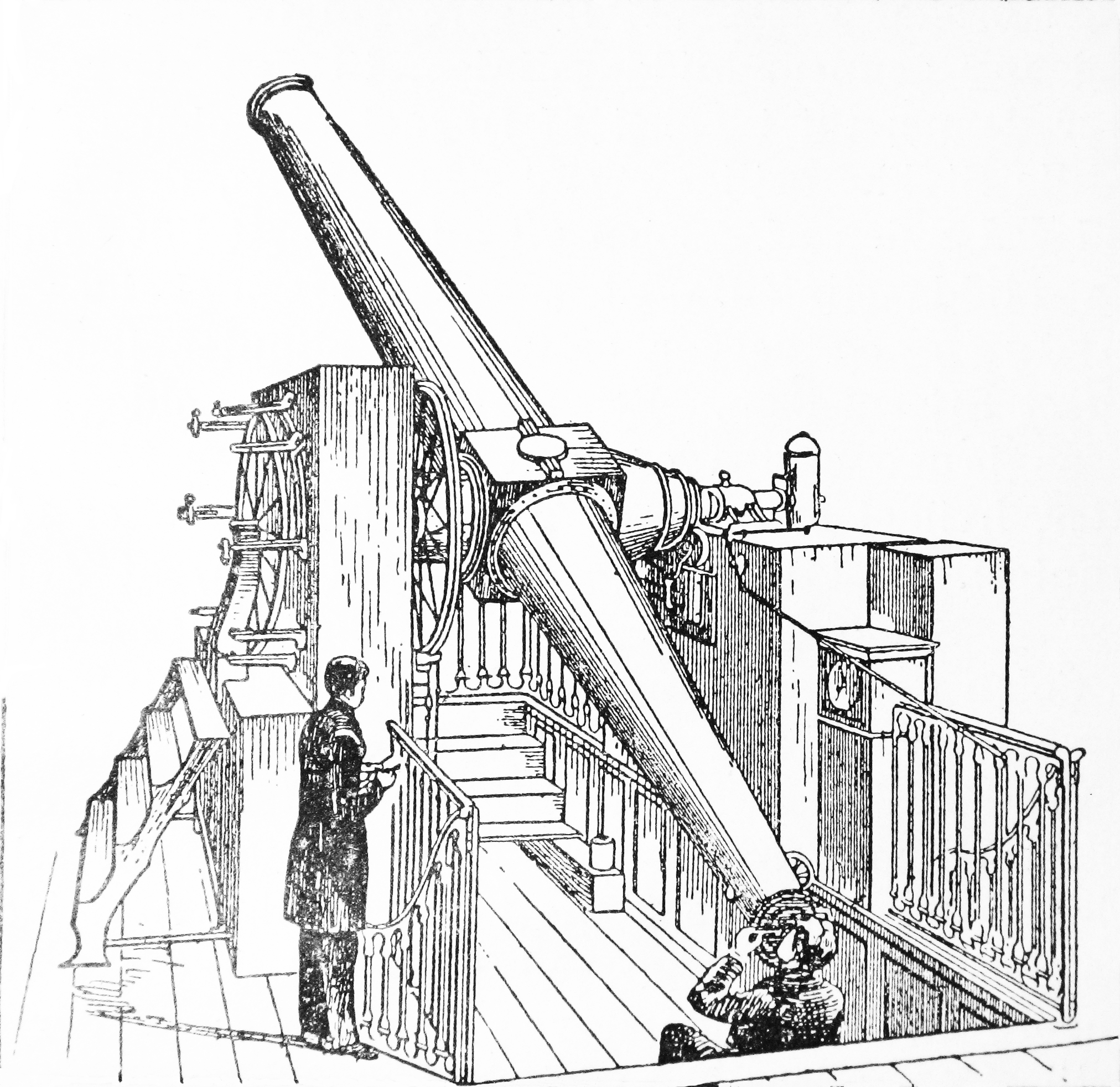
Dessin de Poul La Cour

Poul La Cour est un météorologue danois né le 13 avril 1846 à Århus et décédé le 24 avril 1908 à Askov. Il fait figure de pionnier de l'énergie éolienne et de la téléphonie.

## Premières années
Il passe son enfance dans la péninsule du Djursland (à l'est du Jutland), où son père, agriculteur féru de nouvelles technologies, le sensibilise aux sciences. Adolescent, il pense d'abord devenir pasteur, mais choisit de se diriger vers les sciences naturelles. En 1869, il entame des études en météorologie, qui est alors une science nouvelle. Après des études brillantes, il est nommé vice-directeur de l'Institut danois de météorologie (DMI), à sa création, en 1872. En 1867 (1873 ?), il épouse Hulda Barfod (date de naissance non connue, décédée en 1878).

## Un pionnier de la téléphonie
À la DIM, l'une des premières tâches de Poul La Cour est de superviser l'installation des stations de mesures météorologiques dans le pays. Le problème est alors d'établir des communications rapides depuis les stations pour transmettre les données recueillies. Vers 1874, Poul La Cour commence à développer la transmission audio sur la ligne télégraphique entre Copenhague et Fredericia, dans le Jutland. Grâce à un récepteur électromagnétique, les sons transmis sont retranscrits sur papier selon le système du morse. Le procédé, qui sera breveté aux États-Unis d'Amérique en 1878, est connu sous  le nom de « roue phonique pour la régularisation du synchronisme des mouvements » . C'est d'ailleurs le même principe qui sera utilisé pour le telharmonium, un instrument de musique électromécanique. Pour l'invention de ce procédé, Poul La Cour figure parmi les pionniers du téléphone, ce qui lui vaut d'être considéré comme le « Edison danois ». Poul La Cour n'a toutefois jamais prétendu avoir mis au point un système permettant de transmettre la voix par le télégraphe.
Le temps qu'il consacrait à ses nombreuses inventions lui firent négliger son travail à l'institut météorologique et l'argent qu'il dépensait pour ses recherches mena sa famille au bord de la ruine financière.
Le directeur de la Folkehøjskol d'Askov, Ludwig Schröder, lui demanda d'y enseigner les mathématiques et la physique. Hulda Barfod, sa première épouse, y avait elle-même été élève en 1867 ; elle se réjouissait donc d'entrevoir une amélioration de leurs conditions matérielles et l'encouragea à accepter l'offre.
La Cour devint donc en 1878 professeur à la Folkehøjskol d'Askov, une petite localité entre Kolding et Esbjerg, à environ 3 km au nord de ce qui était alors la frontière avec la Prusse. L'esprit de chercheur et de découvreur scientifique de La Cour s'unit avec la composante sociale de la Folkehøjskol ce qui explique le soutien qu'il devait apporter par ses recherches aux aspirations de la population rurale.
À l'époque de La Cour, les grandes villes étaient déjà électrifiées alors qu'à la campagne l'accès à l'énergie électrique existait à peine et son plus grand désir était de permettre cet accès à la population rurale.
Il voyait dans l'électricité une des techniques qui auraient le plus d'importance dans l'avenir, car elle était capable de simplifier le travail et de prolonger l'activité pendant l'obscurité des longues nuits d'hiver, par exemple pour s'instruire.
C'est pourquoi il fit des recherches pour améliorer l'efficacité des moulins à vent et les utiliser afin de transformer l'énergie éolienne en énergie électrique.
En 1891 il reçut l'autorisation de construire la première installation d'énergie éolienne sur le terrain de l'école d'Askov. Elle servit de prototype pour les installations d'électrification à la campagne. Ici ce sont les ailes traditionnelles de moulin à vent que La Cour utilisa bien qu'il sût entretemps qu'il y avait de meilleures techniques. Mais à la campagne les ailes traditionnelles étaient ce qu'il y avait de plus facile à réparer. Il se rendit compte aussi que les installations tournant rapidement avec un nombre d'ailes restreint étaient les plus productives en courant électrique.
La Cour se rendit compte très tôt que non seulement la production, mais encore le stockage de l'énergie électrique était un facteur important pour que réussît l'électrification à la campagne. Comme il jugeait les batteries trop chères, il fit toute sa vie des recherches pour trouver une solution alternative meilleure et il expérimentait continuellement l'hydrogène qu'il extrayait par électrolyse en utilisant l'énergie électrique produite par le vent.
À la suite de ce travail avec l'hydrogène, il mit au point également un gaz d'éclairage à l'hydrogène avec lequel, de 1885 à 1902, le terrain scolaire fut éclairé. Cependant il en résulta quelquefois des explosions à la suite desquelles il fallait changer quelques vitres.
En 1891 il inventa aussi :
- le Cratostat (utile pour essayer en soufflerie les pales de rotor, afin de compenser les déséquilibres (?),
- un moyen de produire du carbonate de sodium par électrolyse,
- des techniques de soudure à l'hydrogène.

Il construisit une soufflerie à Askov (la première probablement) et y effectua des essais aérodynamiques qui lui permirent d'améliorer notablement la forme des ailes des éoliennes.
Le 28 octobre 1903 il fonda la Société d'Électricité Éolienne (Dansk Vindelektricitetsselskab, DVES) comme plate-forme pour le développement de l'électrification à la campagne. Des cours étaient proposés en physique, géométrie et économie, qui étaient importants pour un tel projet. En outre, on y enseignait l'allemand et le danois. Un de ses élèves fut Johannes Juul qui devait par la suite faire évoluer la technique de façon décisive avec la conception et la construction de l'éolienne de Gedser (200 kW).
La Société d'Électricité Éolienne de La Cour fut un agent important pour le développement précoce d'un approvisionnement décentralisé en énergie électrique au Danemark. Au cours des dernières années de sa vie, il aida de ses conseils la création d'un réseau électrique centralisé au Danemark.
Comme professeur de Folkehøjskol, il était en contact direct avec les conditions d'existence de la population rurale et il travailla toute sa vie à les améliorer. C'était un homme si peu intéressé qu'il tira de ses inventions bien peu d'avantages financiers. À des entreprises étrangères il vendit à bas prix certains de ses brevets (qui étaient nombreux) avec la condition qu'on pût les utiliser librement au Danemark pour fabriquer et pour vendre.
Devenu veuf, La Cour se remaria en 1882 avec Christine Marstrand (1851-1927). Quand il mourut, le 24 avril 1908, il y avait dans la campagne danoise 30 sociétés qui fournissaient de l'énergie grâce à des éoliennes.
Le terrain et les bâtiments scolaires dans lesquels Poul La Cour a fait la plus grande partie de ses expériences ont été achetés en 1999 par une institution pour en faire un musée destiné à faire connaître et apprécier l'œuvre de La Cour.

## Ce qu'il nous a laissé
Le travail de La Cour a jeté les fondements scientifiques de la technique des moulins à vent de son temps. Il a pu en particulier tester dans sa soufflerie l'aérodynamique de leurs ailes. À l'époque, l'énergie électrique devenait une ressource de plus en plus importante pour l'industrie. La Cour qui en était conscient a donc employé les connaissances qu'il avait acquises pour transformer l'énergie éolienne, dite énergie des vents, en énergie électrique par l'intermédiaire de moulins à vent.